# Jag trodde änglarna fanns
Jag trodde änglarna fanns är en sång som 1999 spelades in i duett av den svenska sångerskan Kikki Danielsson och det norska dansbandet Ole Ivars och som blev en jättestor hitlåt i Norge. Den är skriven av William Kristoffersen.
Den låg ursprungligen bland annat på Kikki Danielssons samlingsalbum I mitt hjärta  och på Ole Ivars studioalbum Ole Ivars i 2000, också det 1999. Den släpptes i Norge 1999 även som B-sida till Ole Ivars singel I mitt hjärta brinner lågan, även A-sidan en Kikki Danielsson-duett.
2011 gjorde Kikki Danielsson en nyinspelning av låten på albumet Första dagen på resten av mitt liv.
Sångtexten beskriver ett kärleksmöte, troligtvis mellan en svensk och en norsk då andra versen börjar med orden "Over grensa måtte je". Den ena personen anar först att änglar bara finns i himmelen, men då denne möter sin kärlek, tycker denne det känns som att träffa en ängel.

## Andra inspelningar
- "Jag trodde änglarna fanns" har även spelats in av bland andra Claes Lövgrens 2002 på albumet Rosor från himlen.[4] och Matz Bladhs 2006. Den spelades även in av Bengt Hennings på albumet Låt kärleken slå till 2009.[5] År 2013 blev låten gjord på nytt  av Ole Ivars med countrysångerskan Lynn Anderson som duettpartner. Låtskrivaren, William Kristoffersen, gav låten  titeln, "You Are the Light of My Life", i denna inspelningen på engelska.
- I maj 2017 fick låten ett nytt liv i ny musikalisk modernare tappning, då norska Kamferdrops [6] den 12 maj samma år gav ut låten i Norge och Sverige. Med sin topp 20-Spotify-listplacering nådde låten en ny publik. Kamferdrops gjorde sitt debutframträdande med låten i TV4:s Sommarkrysset den 10 juni det året.[7]

## Listplaceringar

### Kamferdrops inspelning
| Lista (2017) | Topplacering |
| ------------ | ------------ |
| Norge        | 33           |
| Sverige      | 2            |

### Fotnoter
1. ↑  Zendry Svärdkrona (19 mars 2002). ”Okänd norsk skiva av Kikki” (på svenska). Aftonbladet. http://www.aftonbladet.se/nojesbladet/kronikorer/article10266348.ab. Läst 25 april 2011.
2. ↑  ”Diskografi”. Ole Ivars. http://www.ole-ivars.no/?mid=1004&itemname=Diskografi. Läst 5 mars 2009.
3. ↑  ”Första dagen på resten av mitt liv”. Svensk mediedatabas. 10 mars 2011. http://smdb.kb.se/catalog/id/002713276. Läst 18 maj 2011.
4. ↑  ”Rosor från himlen”. Svensk mediedatabas. 10 mars 2002. http://smdb.kb.se/catalog/id/001549117. Läst 18 maj 2011.
5. ↑  ”Låt kärleken slå till”. Svensk mediedatabas. 10 mars 2009. http://smdb.kb.se/catalog/id/002465175. Läst 18 maj 2011.
6. ↑  ”Hon är hemliga kvinnan bakom Kamferdrops: ”Kikki är drottningen””. Aftonbladet. http://www.aftonbladet.se/nojesbladet/musik/rockbjornen/a/gMmoA/hon-ar-hemliga-kvinnan-bakom-kamferdrops-kikki-ar-drottningen. Läst 10 juli 2017.
7. ↑  ”Kamferdrops - Jag trodde änglarna fanns - Sommarkrysset - med Lottodragningen - tv4.se”. Arkiverad från originalet den 28 juni 2017. https://web.archive.org/web/20170628012717/http://www.tv4.se/sommarkrysset/klipp/kamferdrops-jag-trodde-%C3%A4nglarna-fanns-3920267. Läst 10 juli 2017.
8. ↑  ”Jag trodde änglarna fanns”. Norwegiancharts. 10 mars 2017. http://norwegiancharts.com/showitem.asp?interpret=Kamferdrops&titel=Jag+trodde+%E4nglarna+fanns&cat=s. Läst 25 juni 2018.
9. ↑  ”Jag trodde änglarna fanns”. Swedishcharts. 10 mars 2017. http://swedishcharts.com/showitem.asp?interpret=Kamferdrops&titel=Jag+trodde+%E4nglarna+fanns&cat=s. Läst 25 juni 2018.